# Фортескью (река)
Фортескью (англ. Fortescue River) — пересыхающая река в регионе Пилбара австралийского штата Западная Австралия. Третья по длине река штата.

## География
Исток реки находится недалеко от горы Дедмен-Хилл хребта Офталмия, примерно в 30 км к югу от города Ньюмен. Сначала Фортескью протекает в северном направлении параллельно Большому Северному шоссе (англ. Great Northern Highway), с которым впоследствии пересекается немного южнее города Марбл-Бар. Затем река течёт в северо-западном направлении, потом — в западном, вновь пересекаясь с Большим Северным шоссе, и опять в северном. Недалеко от Шоссе № 1 Фортескью продолжает течь в западном направлении, пока не впадает в Индийский океан примерно в 40 км к юго-западу от города Дампир. Устье реки представляет собой обширный эстуарий площадью в 23,3 км². Территория эстуария представлена низиной, затопляемой морской водой, и литоральной равниной. У реки имеются 24 притока.
Сток — в декабре-январе, после летних дождей, в остальное время река пересыхает. Длина Фортескью составляет 760 км, а площадь бассейна — 49 759 км².

## История
Река получила своё современное название в 1861 году во время экспедиции путешественника Фрэнсиса Томаса Грегори, который назвал её в честь заместителя министра колоний Британской империи, который профинансировал исследовательские работы.
В 1982 году на реке была построена дамба Офталмия.